# Thusy
Thusy ist eine französische Gemeinde im Département Haute-Savoie in der Region Auvergne-Rhône-Alpes.

## Geographie
Thusy liegt auf 575 m, etwa 15 Kilometer westnordwestlich der Stadt Annecy (Luftlinie). Das Bauerndorf erstreckt sich an aussichtsreicher Lage im nördlichen Albanais, an einem gegen Westen abfallenden Hang hoch über dem Tal der Morge, im Hügelland zwischen den Tälern von Fier und Usses.
Die Fläche des 10,74 km² großen Gemeindegebiets umfasst einen Abschnitt des Genevois. Die westliche Grenze verläuft entlang der Morge, einem rechten Seitenbach des Fier. Vom Bachlauf erstreckt sich das Gemeindeareal ostwärts über einen sanft ansteigenden Hang bis auf die Hochflächen von Thusy und Saint-Eusèbe sowie nach Nordosten in das Quellgebiet der Morge. Während die Höhen meist mit Wiesland bestanden sind, gibt es in den Tälern größere Waldgebiete. Mit 728 m wird auf der bewaldeten Höhe von Sallongy die höchste Erhebung von Thusy erreicht.
Zu Thusy gehören neben dem eigentlichen Ortskern auch verschiedene Weilersiedlungen und Gehöfte, darunter: 
- Le Châtelard (420 m) im Tal der Morge
- Charrière (500 m) am östlichen Talhang der Morge
- Aux Clozets (634 m) auf der Höhe östlich des Dorfes
- Le Pezay (650 m) auf einem Hügel im Quellgebiet der Morge
- Croisonnaz (550 m) im Quellgebiet der Morge
- Les Coutasses (580 m) im Quellgebiet der Morge
- Sallongy (625 m) auf einer Höhe im Quellgebiet der Morge

Nachbargemeinden von Thusy sind Menthonnex-sous-Clermont und Chilly im Norden, Sillingy und Vaulx im Osten, Saint-Eusèbe im Süden sowie Versonnex im Westen.

## Geschichte
Das Gemeindegebiet von Thusy war bereits zur Römerzeit besiedelt. Im 19. Jahrhundert wurde ein römischer Münzschatz aus dem 3. Jahrhundert gefunden. 
Erstmals wird Thusy bereits im 9. Jahrhundert urkundlich erwähnt.

## Bevölkerung
Mit 1166 Einwohnern (Stand 1. Januar 2022) gehört Thusy zu den kleinen Gemeinden des Département Haute-Savoie. Im Verlauf des 19. und 20. Jahrhunderts nahm die Einwohnerzahl aufgrund starker Abwanderung kontinuierlich ab (1861 wurden in Thusy noch 1080 Einwohner gezählt). Seit Mitte der 1970er Jahre wurde jedoch wieder eine deutliche Bevölkerungszunahme verzeichnet.
| Einwohner                  | 518 | 443 | 451 | 619 | 842 | 844 | 894 |
| Quellen: Cassini und INSEE |     |     |     |     |     |     |     |

## Sehenswürdigkeiten
Die Dorfkirche Saint-Jean-Baptiste wurde 1825 an der Stelle eines früheren Gotteshauses erbaut; der Glockenturm (1663) stammt noch von der alten Kirche. Am Standort der einstigen Kapelle von Sallongy, die 1720 zerstört wurde, steht heute ein Kreuz. In der Gegend von Thusy gibt es mehrere Herrschaftshäuser, darunter dasjenige in Charrière-Bas aus dem 13. Jahrhundert und das Maison du Châtelard, welches in seinem heutigen Zustand aus dem 19. Jahrhundert stammt, aber z. T. auf Resten, die ins 13. Jahrhundert zurückdatieren, steht.

## Wirtschaft und Infrastruktur
Thusy ist noch heute ein vorwiegend durch die Landwirtschaft geprägtes Dorf. Daneben gibt es einige Betriebe des lokalen Kleingewerbes. Viele Erwerbstätige sind Wegpendler, die in den größeren Ortschaften der Umgebung, insbesondere im Raum Annecy ihrer Arbeit nachgehen.
Die Ortschaft liegt abseits der größeren Durchgangsstraßen. Die Hauptzufahrt erfolgt über eine Straße, die von der Departementsstraße D910 (Rumilly-Frangy) abzweigt. Lokale Straßenverbindungen bestehen mit Saint-Eusèbe und La Balme-de-Sillingy.